# Bitterling
Bitterling (Blackstonia) is een geslacht van kruidachtige, eenjarige planten. Het geslacht maakt  deel uit van de gentiaanfamilie (Gentianaceae). Het geslacht omvat vier soorten.

## Soorten
- Blackstonia acuminata
- Blackstonia grandiflora
- Blackstonia imperfoliata
- Blackstonia perfoliata
  - Blackstonia perfoliata subsp. perfoliata (Zomerbitterling)
  - Blackstonia perfoliata subsp. serotina (Herfstbitterling)